# Peter Hedblom
Peter Hedblom (* 20. Januar 1970) ist ein schwedischer Profigolfer der European Tour.

## Werdegang
Er wurde 1988 Berufsgolfer und kam 1990 erstmals zur European Tour. Auf der zweitgereihten Challenge Tour verbuchte er 1991 zwei Turniersiege. Von 1994 bis 1997 hatte Hedblom seine vorerst besten Saisonen auf der großen Tour und feierte dort 1996 bei den Moroccan Open auch seinen ersten Turniergewinn. Danach folgten magere Jahre – im Dezember 2001 zog er sich bei einem privaten Eishockeyspiel gar einen Beinbruch zu und musste einen Großteil der Saison 2002 pausieren –, ehe er im Jahre 2003 seine bisher beste Platzierung in der European Tour Order of Merit mit einem 35. Rang erreichen konnte. Seither hält er sich durch gute Ergebnisse konstant in den sicheren Regionen für den Weiterverbleib auf der Tour auf. Bei den US Open 2006 geriet er am dritten Tag ins Zentrum der Golföffentlichkeit, als ihm am dritten Loch ein Hole-in-one und zwei Löcher später ein Eagle gelang und er längere Zeit im Spitzenfeld vertreten war. Schließlich belegte Hedblom den respektablen 21. Platz.
Peter Hedblom gehört zu den fröhlichen Typen der Turnierszene. Er ist seit 1999 mit seiner Frau Anna verheiratet und hat drei Kinder.

## Turniersiege
- 1991 Formula Micro Open, Uppsala Golf International (beide Challenge Tour)
- 1996 Moroccan Open (European Tour)
- 2001 Volvo Finnish Open (Challenge Tour)
- 2007 Malaysian Open (European Tour und Asian Tour)
- 2009 Johnnie Walker Championship at Gleneagles (European Tour)

## Resultate bei Major Championships
| Tournament        | 1990 | 1991 | 1992 | 1993 | 1994 | 1995 | 1996 | 1997 | 1998 | 1999 |
| ----------------- | ---- | ---- | ---- | ---- | ---- | ---- | ---- | ---- | ---- | ---- |
| Masters           | DNP  | DNP  | DNP  | DNP  | DNP  | DNP  | DNP  | DNP  | DNP  | DNP  |
| US Open           | DNP  | DNP  | DNP  | DNP  | DNP  | DNP  | DNP  | DNP  | DNP  | DNP  |
| Open Championship | CUT  | T96  | DNP  | DNP  | DNP  | DNP  | T7   | CUT  | CUT  | DNP  |
| PGA Championship  | DNP  | DNP  | DNP  | DNP  | DNP  | DNP  | DNP  | DNP  | DNP  | DNP  |

| Tournament        | 2000 | 2001 | 2002 | 2003 | 2004 | 2005 | 2006 | 2007 | 2008 | 2009 |
| ----------------- | ---- | ---- | ---- | ---- | ---- | ---- | ---- | ---- | ---- | ---- |
| Masters           | DNP  | DNP  | DNP  | DNP  | DNP  | DNP  | DNP  | DNP  | DNP  | DNP  |
| US Open           | DNP  | DNP  | DNP  | DNP  | DNP  | T11  | T21  | DNP  | DNP  | DNP  |
| Open Championship | DNP  | DNP  | DNP  | DNP  | CUT  | DNP  | CUT  | DNP  | DNP  | CUT  |
| PGA Championship  | DNP  | DNP  | DNP  | DNP  | DNP  | DNP  | DNP  | DNP  | CUT  | DNP  |

| Tournament        | 2010 | 2011 | 2012 | 2013 |
| ----------------- | ---- | ---- | ---- | ---- |
| Masters           | DNP  | DNP  | DNP  | DNP  |
| US Open           | DNP  | DNP  | DNP  | T65  |
| Open Championship | DNP  | DNP  | DNP  | DNP  |
| PGA Championship  | DNP  | DNP  | DNP  |      |

DNP = nicht teilgenommen

CUT = Cut nicht geschafft

„T“ geteilte Platzierung

WD = zurückgezogen

Grüner Hintergrund für Siege

Gelber Hintergrund für Top 10